# Route nationale 600
Pour les articles homonymes, voir N600.
La route nationale 600 ou RN 600 était une route nationale française reliant Raulhac au Pouget et Nasbinals à Barjac. Entre Le Pouget et Nasbinals, elle était en tronc commun avec la RN 587.
À la suite de la réforme de 1972, elle a été déclassée en RD 600 dans le Cantal et en RD 900 dans l'Aveyron et  la Lozère, à l'exception du tronçon de Marvejols à Barjac qui avait été renommé RN 108. Le tronçon commun avec l'ancienne RN 587 a été renuméroté RD 987 dans l'Aveyron et la Lozère. Le tronçon renuméroté RN 108 a été déclassé à la suite du décret du 5 décembre 2005 et renuméroté RD 808.

## Ancien tracé de Raulhac à Barjac

### Ancien tracé de Raulhac au Puget (D 600 et D 900)
- Raulhac D 600
- Mur-de-Barrez D 900
- Brommat
- Labarthe, commune de Brommat
- Sainte-Geneviève-sur-Argence
- La Croix-Rouge, commune de Graissac
- Cassuéjouls
- Laguiole, où elle rencontrait la RN 121 et faisait un court tronc commun avec.
- Curières
- Le Pouget, commune de Saint-Chély-d'Aubrac D 900

### Ancien tracé de Nasbinals à Barjac (D 900 & D 808)
- Nasbinals D 900
- Montgrousset, commune de Nasbinals
- Le Cornage, commune de Saint-Laurent-de-Muret
- La Fraysse, commune de Saint-Laurent-de-Muret
- La Fraysse, commune d'Antrenas
- Antrenas D 900
- Marvejols D 808
- Col de Vielbougue (866 m)
- Cultures
- Barjac D 808